# Courtney Ogden
Pour les articles homonymes, voir Ogden.
Courtney Ogden, né le 6 juin 1972 en Australie-Occidentale est un triathlète professionnel australien, multiple vainqueur sur triathlon Ironman ou Ironman 70.3.

## Palmarès
Le tableau présente les résultats les plus significatifs (podium) obtenus sur le circuit international de triathlon depuis 2002,.
| Année | Compétition               | Pays       | Position           | Temps           |
| ----- | ------------------------- | ---------- | ------------------ | --------------- |
| 2015  | Challenge Wanaka          | Australie  | Médaille de bronze | 8 h 49 min 46 s |
| 2014  | MetaMan                   | Inde       | Médaille d'argent  | 9 h 32 min 4 s  |
| 2011  | Challenge Wanaka          | Australie  | Médaille d'argent  | 9 h 7 min 25 s  |
| 2010  | Ironman Western Australie | Australie  | Médaille d'or      | 8 h 14 min 1 s  |
| 2010  | Ironman Coeur d’Alene     | Australie  | Médaille d'argent  | 8 h 38 min 17 s |
| 2009  | Ironman Canada            | Canada     | Médaille de bronze | 8 h 44 min 37 s |
| 2009  | Ironman Japon             | Japon      | Médaille d'argent  | Timing          |
| 2006  | Ironman Canada            | Canada     | Médaille d'argent  | 8 h 47 min 46 s |
| 2006  | Ironman Malaisie          | Malaisie   | Médaille d'or      | 8 h 59 min 25 s |
| 2004  | Ironman Japon             | Japon      | Médaille d'argent  | Timing          |
| 2004  | Ironman 70.3 Eagleman     | États-Unis | Médaille d'argent  | 3 h 55 min 6 s  |
| 2004  | Ironman 70.3 Busselton    | Australie  | Médaille d'or      | Timing          |
| 2004  | Ironman Lake Placid       | États-Unis | Médaille de bronze | 8 h 50 min 45 s |
| 2002  | Ironman Japon             | Japon      | Médaille d'argent  | Timing          |